# Athrycia curvineris
Athrycia curvineris là một loài ruồi trong họ Tachinidae.